# Meliosma thorelii
Meliosma thorelii är en tvåhjärtbladig växtart som beskrevs av Paul Lecomte. Meliosma thorelii ingår i släktet Meliosma och familjen Sabiaceae. Inga underarter finns listade.